# 沙万蒂斯
沙万蒂斯是巴西圣保罗州的一个市镇。总面积188.212平方公里，总人口12544人，人口密度66.6人/平方公里。